# 淚鮋
淚鮋，為輻鰭魚綱鮋形目鮋亞目鮋科的其中一種，為熱帶海水魚，分布於中太平洋東部大溪地島海域，棲息深度可達400公尺，體長可達19.8公分，棲息在底層水域，生活習性不明，具有毒性。